# Šeik
Šeik (arap. شيخ), je arapska riječ za oca obitelji, ali i za starijeg muškarca preko 50. godina života.
No to se danas ipak odnosi na poglavara velike obitelji, plemena ili neke zajednice, ali i za svaku uglednu osobu, koja ima neki vjerski ili svjetovni ugled, kao što su uleme u islamskom svijetu.
U sufizmu, šejh (perz. شیخ) je duhovni vođa i učitelj vjerske zajednice. U Osmanskom carstvu, šejhul-islam je izricao fetve i bio po hijerarhiji odmah do vezira.

## Pogledajte i ovo
- Kalif
- Sultan
- Vezir
- Šejhul-islam